# شهرستان آبازینسکی
شهرستان آبازینسکی (به لاتین: Abazinsky District) یک شهرستان در روسیه است که در قره‌چای و چرکس واقع شده‌است.